# Saint-Souplet-sur-Py

Saint-Souplet-sur-Py este o comună în departamentul Marne, Franța. În 2009 avea o populație de 155 de locuitori.